# 緶

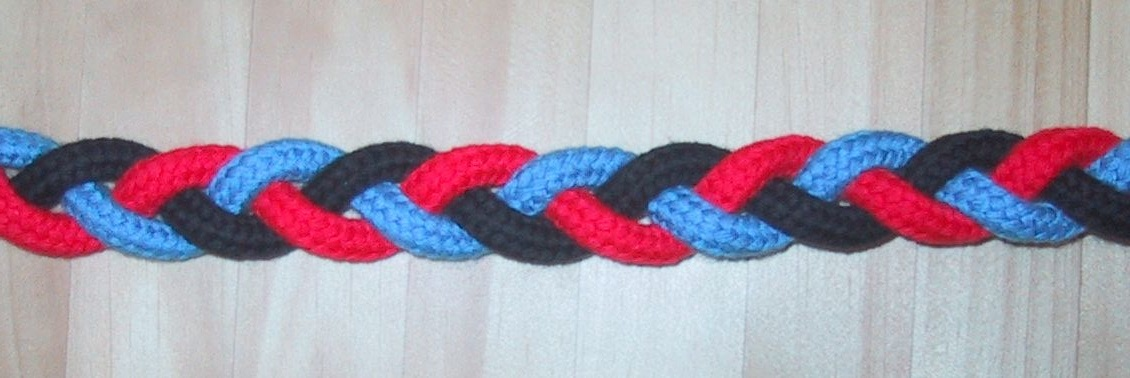
緶

緶是一种复杂的结构或图案，通常由三股及以上柔性材料（如纺织纱线、金属线或头发等）交织而成。其中最简单、最常见的版本是扁平、坚固的三股结构。而更复杂的结构则可以使用多种不同数量的股线构造（例如鱼尾辫、五股辫、绳辫、法式辫和瀑布辫）。緶的结构通常又长又窄，每根组成股线的功能相同，都是在其他股线重叠的部分中曲折向前。这一结构可以与梭织进行比较，后者通常涉及两组垂直的股线（经线和纬线）。
历史上，製緶所使用的材料大多取决于当地所產的动植物。在工业革命期间，机械化製緶设备被发明出來以提高产量。製緶技术用于制造包括天然纤维和合成纤维的绳索，以及使用铜线制造的无线电用同轴电缆。這一技術近来則多被用来制造喷气式飞机和轮船的燃油管覆盖物（首先使用玻璃纤维，然后是不锈钢和凯夫拉尔纤维）。家用管道软管通常則使用不锈钢緶覆盖。

## 外部鏈接
- 维基共享资源上的相關多媒體資源：緶
- 维基词典中的词条「緶」
- Minnesota Statute Sec.155A.28 https://www.revisor.mn.gov/statutes/cite/155A.28 （页面存档备份，存于）